# Linter (vezel)
Onder linters verstaat men de buitenste vezels die nog aan de katoenzaden bevestigd zijn nadat de zaden voor de eerste maal zijn ontvezeld.
Deze vezels zijn korter en geliger dan de binnenste vezels, en daarom worden ze gewoonlijk niet voor de fabricage van katoengaren gebruikt. Voor gebruik moeten de baststukjes worden verwijderd en ook worden de vezels gebleekt. Na deze bewerkingen vinden de linters een toepassing in de papierindustrie, met name bij de productie van duurzame papiersoorten, voor bankbiljetten, certificaten, postzegels en dergelijke. Ook in de verbandmiddelenindustrie worden linters gebruikt.

## Externe bron
- Stichting papiergeschiedenis Renkum